# El Hamadna
El Hamadna (em árabe: الحمادنة) é uma comuna localizada na província de Relizane, Argélia. De acordo com o censo de 2008, a população total da cidade era de 20 805 habitantes.